# 미하일 프룬제
미하일 바실레예비치 프룬제(러시아어: Михаил Васильевич Фрунзе; 루마니아어: Mihail Vasilievici Frunză: 1885년 2월 2일 ~ 1925년 10월 31일)는 소련의 군인이자 혁명가이다.

## 생애
제정러시아의 중앙아시아에 위치한 비슈케크에서 루마니아 출신 농민의 아들로 태어났다. 이후 상트페테르부르크 종합기술학교를 다녔고, 곧 혁명운동에 뛰어들었다.
1903년 러시아사회민주노동당의 런던 당대회에서 레닌의 볼셰비키와 마르토프의 멘셰비키가 분당할 때, 그는 레닌의 편에 가담하였다. 이후 1905년의 혁명에서 주된 지도자로 나섰으나 체포되어 사형을 언도받았다. 이후 감형되어 시베리아에서 10년간 강제노동형에 복무하다 치타로 탈출하여 볼셰비키의 지역당기관지의 편집장으로 나섰다.
1917년 2월 혁명이 발발하자 민스크에서 민병대를 조직하고 벨라루스 소비에트의 위원장에 선출되었다. 이후 모스크바로 이동하여 시를 장악하는 데 공을 세웠다. 1918년에는 우크라이나의 보즈네센스크 지방의 군사인민위원이 되었고, 내전이 격화되자 붉은군대의 남부 총사령관이 되었다. 이후 트로츠키로부터 동부전선 총사령관에 임명되어 각지에서 반혁명군을 진압하였다.
1921년 볼셰비키 중앙위원회의 위원이 되었고, 1925년에는 혁명군사평의회 주석이 되었다. 정치적으로 그는 지노비에프 지지자로서 스탈린과 대립하였다. 1925년 10월 31일 위의 종양을 제거하기 위해 수술대에 올랐다가 마취제인 클로로포름 과다흡입으로 사망하였다. 이는 스탈린의 음모라는 설이 있다.

## 기타
소련군의 고급군사교육기관이었던 프룬제 군사 아카데미는 그의 이름을 딴 것이다.